# Hietajärvi (sjö i Finland, Kajanaland, lat 64,82, long 28,30)
Hietajärvi är en sjö i Finland. Den ligger i kommunen Hyrynsalmi i landskapet Kajanaland, i den centrala delen av landet, 500 km norr om huvudstaden Helsingfors. Hietajärvi ligger 182 meter över havet. Den är 4 meter djup. Arean är 41,1 hektar och strandlinjen är 3,24 kilometer lång. Sjön  ingår i Uleälvens huvudavrinningsområde. 